# Clarensac
Clarensac là một xã trong tỉnh Gard thuộc vùng Occitanie, phía nam nước Pháp. Xã Clarensac nằm ở khu vực có độ cao trung bình 72 mét trên mực nước biển.